# Ernest Hess-Lüttich
Ernest W. B. Hess-Lüttich (* 24. April 1949 in Wiesbaden) ist ein deutscher Germanist. Er war ordentlicher Professor für Angewandte Linguistik und Kommunikationswissenschaft an der Universität Bern.

## Leben
Ernest Hess-Lüttich wurde 1949 in Wiesbaden als einziger Sohn des Diplomaten Paul A. Heß und der Übersetzerin Ingetraud D. Heß-Lüttich geboren. Nachdem er 1968 in Bad Godesberg das Abitur absolviert hatte, nahm er ein Magisterstudium der Germanistik, Anglistik, Linguistik und Phonetik an den Universitäten Bonn, Köln und London auf (u. a. bei Beda Allemann, Werner Besch, A. C. Gimson, Helmut Gipper, Werner Habicht, Lothar Hönnighausen, Helmut Koopmann, Helmut Kreuzer, Dieter Mehl, Hugo Moser, Randolph Quirk, Elizabeth Wilkinson), das er 1974 als Magister Artium abschloss. 1976 wurde er an der Universität Bonn in Germanistik promoviert.
1975 nahm er zudem ein Studium der Kommunikationswissenschaft, Medienwissenschaft, Kunst- und Theaterwissenschaft an den Universitäten Bonn, Köln, London, Berlin auf (u. a. bei Ernst H. Gombrich, Dieter Krallmann, Thomas Kuchenbuch, Winfried Lenders, Helmut Richter, Henning Rischbieter, Gerold Ungeheuer); 1980 habilitierte er sich hierin an der FU Berlin.
Von 1980 bis 1985 folgten zudem Studien der Soziologie, Philosophie, Psychologie, Pädagogik (u. a. bei Basil Bernstein, Dieter Claessens, Wilhelmine M. Sayler, Alphons Silbermann, Hans-Georg Soeffner, Ulrich Wienbruch, Gerd Wolandt) an den Universitäten Bonn, Köln, London, Berlin (Abschluss: Dr. paed.).

## Wissenschaftliche Tätigkeit
1985 wurde Hess-Lüttich zum Professor für Germanistik und Linguistik an der FU Berlin berufen. Von 1992 bis zu seiner Emeritierung 2014 war er Ordinarius der Germanistik an der Universität Bern.
Seine Forschungsschwerpunkte sind Dialog- und Diskursforschung: soziale, literarische, ästhetische, intermediale, interkulturelle, intra-/subkulturelle, institutionelle, fachliche, öffentliche, politische Kommunikation.
Gemeinsam mit Achim Eschbach und Jürgen Trabant gibt er die im Verlag Gunter Narr erscheinende, internationale semiotische Fachzeitschrift Kodikas/Code heraus und gehört dem Beirat der Zeitschrift für Semiotik an. 1993–1999 war er Präsident der Deutschen Gesellschaft für Semiotik.